# Ängsviol
Ängsviol, Viola canina L., även kallad hundviol och norrlandsviol, är en ört i familjen violväxter.

## Beskrivning
Ängsviol är flerårig.
Blommar maj — juni. Ibland kan en andra blomning komma på hösten.
Blomman har 5 ståndare med ytterst korta strängar, vilket gör att knapparna blir hopklistrade. 1 pistill.
De övre kronbladen är varandra delvis överlappande. Det understa har ett antal svarta ränder.
Blommorna sitter på skaft, som är böjda i vinkel, så att blomman vänds nedåt. Strax under krökningen sitter 2 små smala, spetsiga förblad.
Den vitgula sporren är 4 — 6 mm lång. Den har en grund fåra i spetsen.
Ståndarna har ett 2 — 4 mm långt, spetsigt bihang med körtlar, som avsöndrar nektar. Bihangen är instuckna i sporren, dit nektarn samlas.

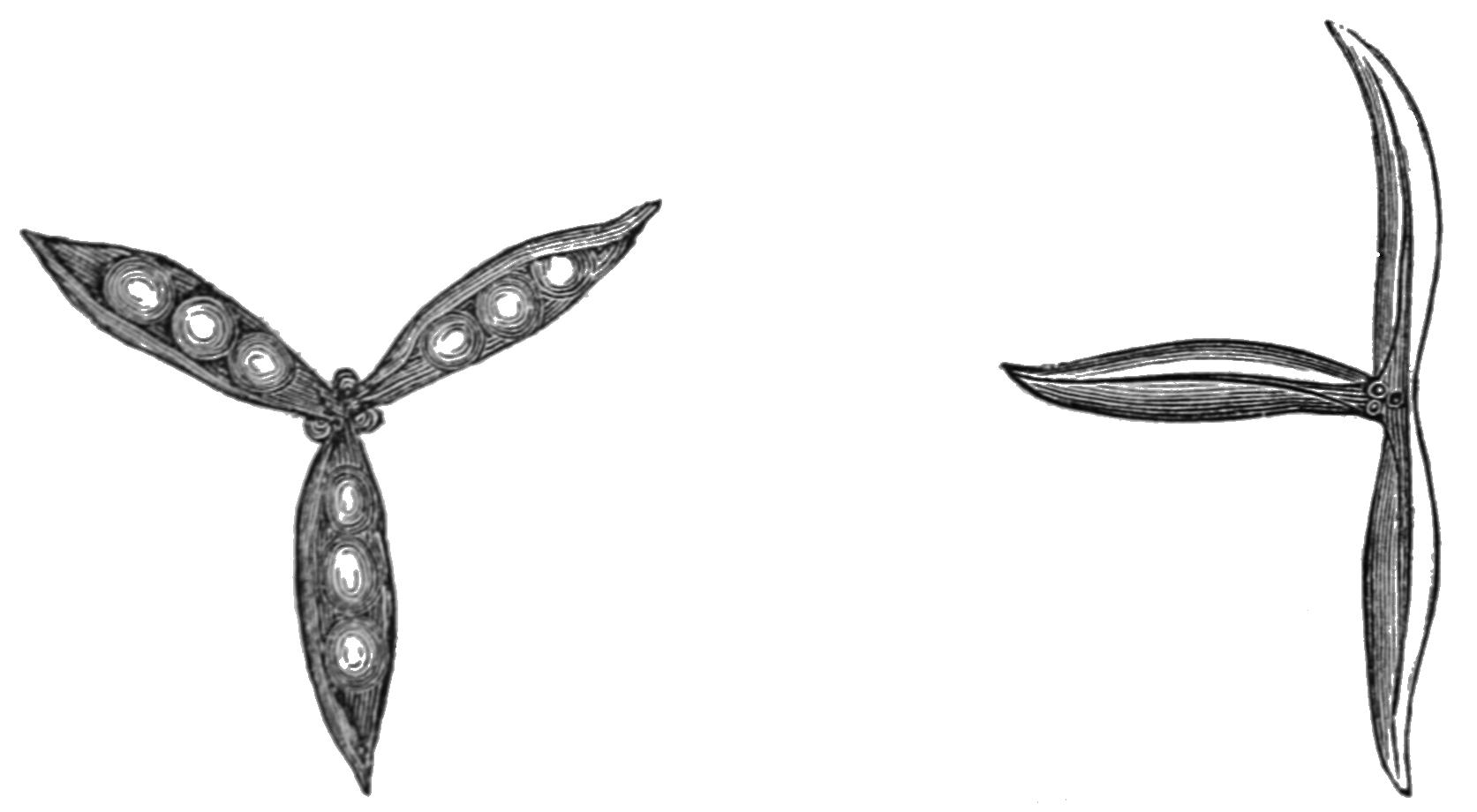
Kapsel före och efter det att fröna kastats ut
I den vänstra bilden har kapselns övre del, "locket", som också innehåller frön, avlägsnats.
Den högra bilden visar de bägge halvorna tomma på frön slagit ihop.

Frukten är en trekantig kapsel. På rummets insida sitter fröna fästade i två rader. När kapseln är mogen har den blivit mycket hård, och spricker explosivt i tre rännformade flikar. Flikarna böjer sig utåt, och de inneliggande fröna lossnar och kastas iväg 1 à 2 m., det ena efter det andra.
Fröna har en elaiosom, vilket lockar myror att bära fröet till myrstacken.
Tyngden hos ett torkat frö (torrmassan) är 900 μg.
Kromosomtal 2n = 40 och 2n = 80.

### Förväxlingsarter
Ängsviol kan särskiljas från den snarlika skogsviolen genom att kronbladen vanligen är något mörkare blå, samt att sporren är vitgul och grunt kluven.
Hos skogsviol är kronbladen vanligen mer blekt lila, och även sporren har denna färg och är dessutom inte kluven.
Blomkronan hos skogsviol är dessutom något större än hos ängsviol. De två arterna skiljer sig dessutom genom att ängsviol har fastare, mörkare blågröna och något mindre blad. Ängsviolen övervintrar genom stjälkarnas baser och de knoppar, som sitter på dessa. Skogsviol övervintrar med en helt underjordisk, lodrät pålrot, som kröns av en bladrosett, under vilken den följande vårens stjälkar växer fram.
Violrot kommer från irisar och har inget annat samband med släktet viola än att  lukten påminner om violers doft.

## Underarter
Ängsviol är en mångformig art, och flera underarter kan urskiljas.
- Viola canina var. alba Ging. Vita blommor, upptäckt några mil norr om Svarta havet
- Viola canina subsp. canina L., som har stipler som är knappt hälften så långa som bladskaften, samt har mörkare, rent blå blommor.
- Viola canina var. canina L., 1753
- Viola canina L. subsp. canina var. dunensis
- Viola canina var. chandleri Jeps. & Tracy
- Viola canina subsp. contracta (Vl.V.Nikitin) Vl.V.Nikitin, 2001
- Viola canina var. dunensis W.Becker
- Viola canina nothosubsp. einseleana (F.W.Schultz ex Nyman) Erben, 2002
- Viola canina subsp. lactea Corb., 1894
- Viola canina subsp. montana (L.) Hartm., norrlandsviol är mer upprättväxande och har ofta vissnade fjolårsstjälkar kvar i tuvorna. Bladen är smalare, stiplerna är knappt hälften så långa som bladskaften, samt vanligen ljusare blå blommor.
- Viola canina var. muhlenbergii (Torr.) A.Gray, 1886
- Viola canina var. multicaulis (Torr. & A.Gray) A.Gray, 1886
- Viola canina L. subsp. ruppii (All.) Schübler & G.Martens Allmänt förekommande i hela Finland
- Viola canina subsp. schultzii (Billot) Kirschl., 1850
- Viola canina L. subsp. schultzii (Billot) Döll
- Viola canina subsp. silvensis (Pius Font Quer) O.Bolòs & Vigo, 1974
- Viola canina var. stricta Hartm., 1841
- Viola canina var. sylvestris (Lam.) Regel, 1883 Upptäckt i nordöstra USA (40,3N 76,3W)

## Hybrider
Det förekommer ett flertal hybrider med andra arter inom violsläktet.
- Viola × baltica
- Viola × borrusica
- Viola canina × Viola riviniana, skogsviol.
Denna hybrid har en bladrosett liksom skogsviol, men saknar dess grova, ärriga jordstam. Istället har den, liksom ängsviol, en tunn, slät och grenig jordstam. Blommorna kan i form och färg vara lika endera föräldraarten.
- Viola canina × Viola persicifolia, strandviol V. Røren & O. Stabbetorp & L. Borgen. 1994. Kromosomtal 2n = 60.
- Viola canina nothosubsp. einseleana (F.W.Schultz ex Nyman) Erben, 2002

## Habitat
Europa, Grönland, Kaukasus, Marocko, Sibirien och Turkiet
I Sverige är ängsviol vanlig i hela landet utom i Norrlands fjälltrakter.
I Norge når ängsviol ända till längst i norr utefter kusten.
Rödlistad i Nederländerna p g a påtagligt minskande förekomst.

### Utbredningskartor
- Norden 
  - Fridlyst på Vinga.
- Norra halvklotet:
  - Viola canina subs. canina 
  - Viola canina subs. montana

## Biotop
Öppna torra, näringsfattiga ängar, backar, hedar, sanddyner och  utkanter av skogområden.
Gynnsammaste jordmån har pH 6,0 — 4,6, alltså något sur reaktion.

## Fiender
Ängsviol kan drabbas av svampangrepp:
- Cercospora beticola

## Etymologi
- Viola kan tänkas härlett från grekiska vion. Namnet lär syfta på den grekiska mytologin, där gudarnas konung Zeus skapade violen för att mata sin älskade Io som han förvandlat till en ko.
- Artepitetet canina härleds från latin canis = hund. Göran Wahlenberg föreslog att det syftar på växtens mångformighet, liksom att hundar finns i många raser. Sir James Edward Smith menade att hund enligt gammal sedvänja skulle tolkas pejorativt, när ängsviol jämfördes med Viola odorata L., luktviol.

## Bilder

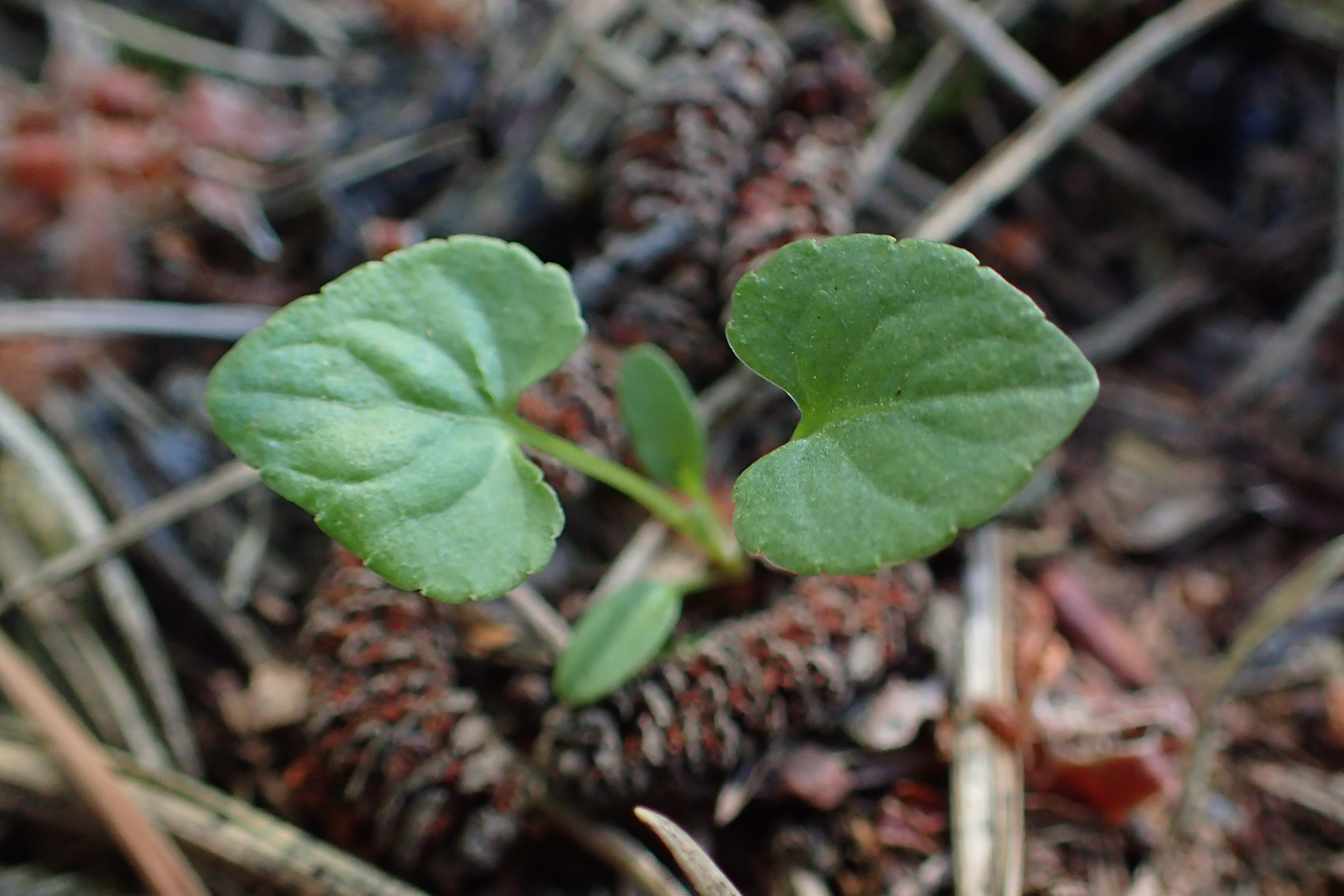
Skott Bladen kommer i motstående par, växelvis förskjutna 90° längs stjälken.
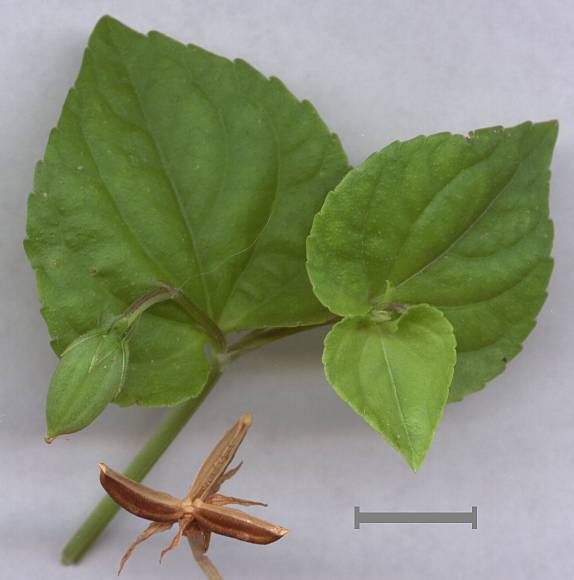
Blad Det bruna nedtill är en mogen frukt.
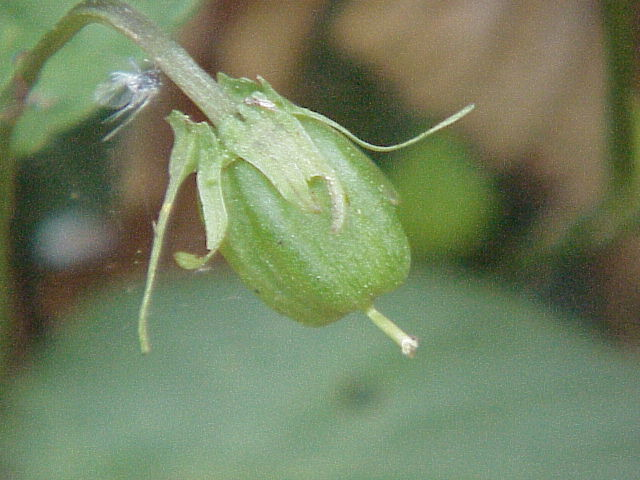
Omogen frukt Under frukten sporren?
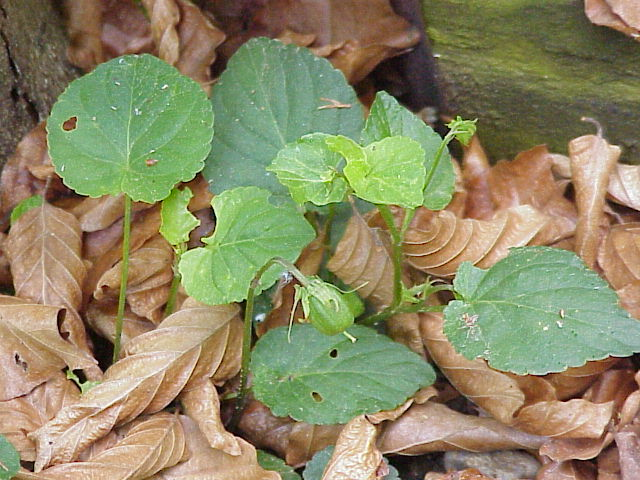
1 Lägg märke till stjälkens krökning bakom frukten 2 Hålen i bladen torde bero på att någon av ängsviolens fiender tagit sig en smakbit
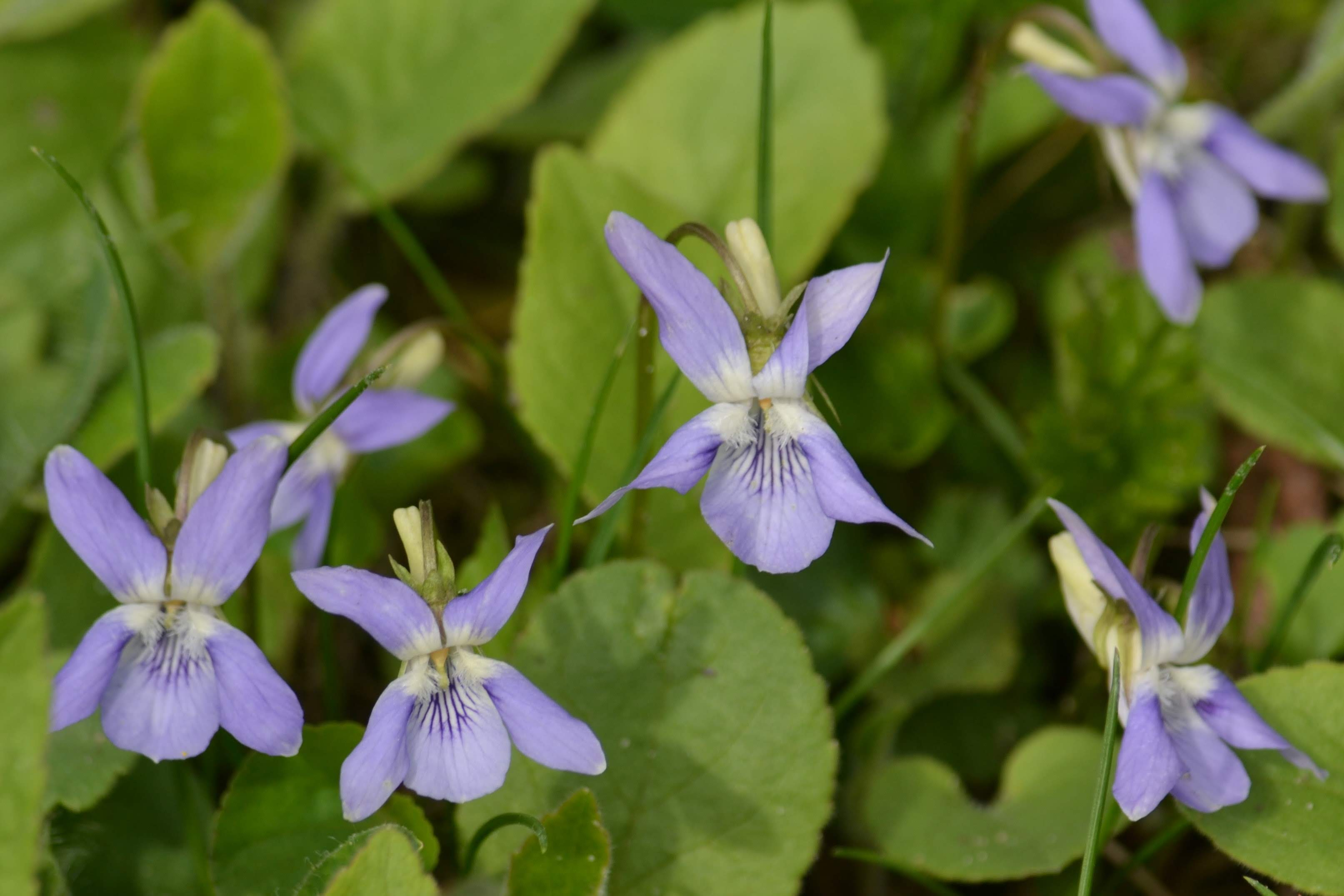
Lägg märke till den vitgula sporren
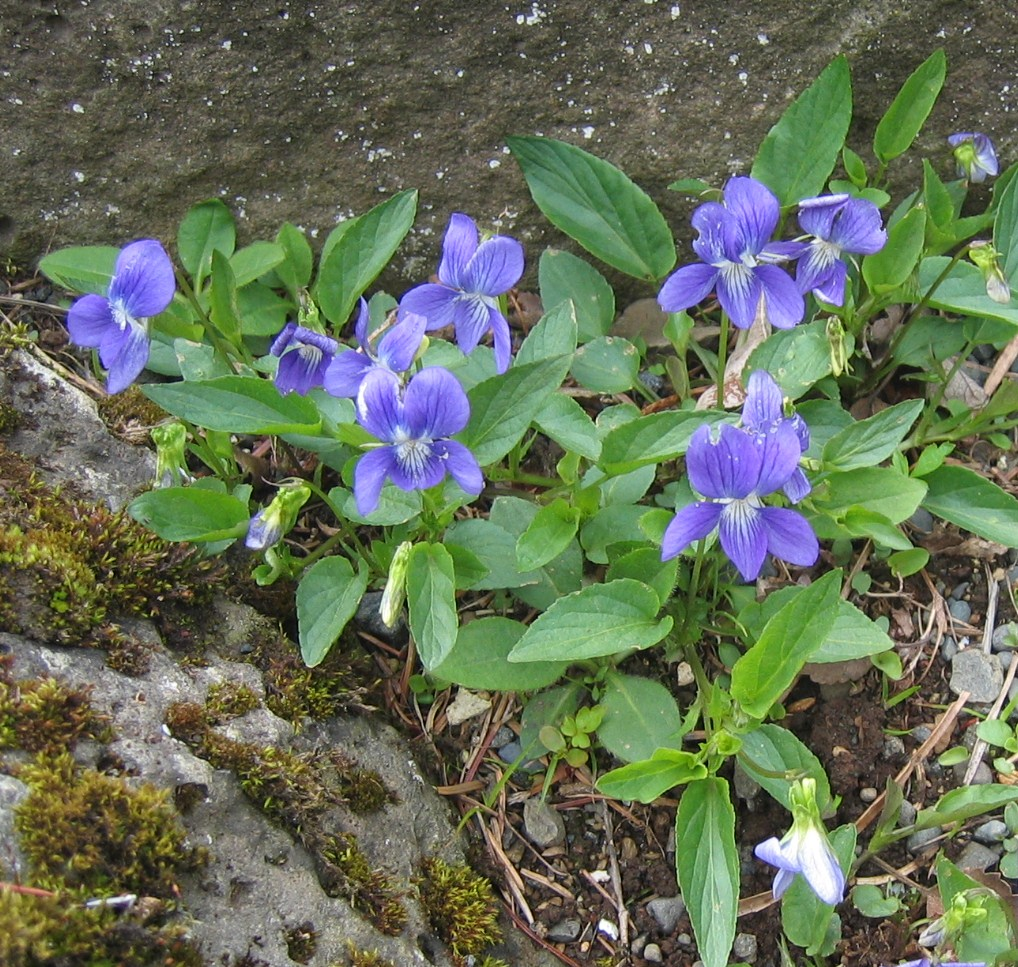
Viola canina subsp. montana
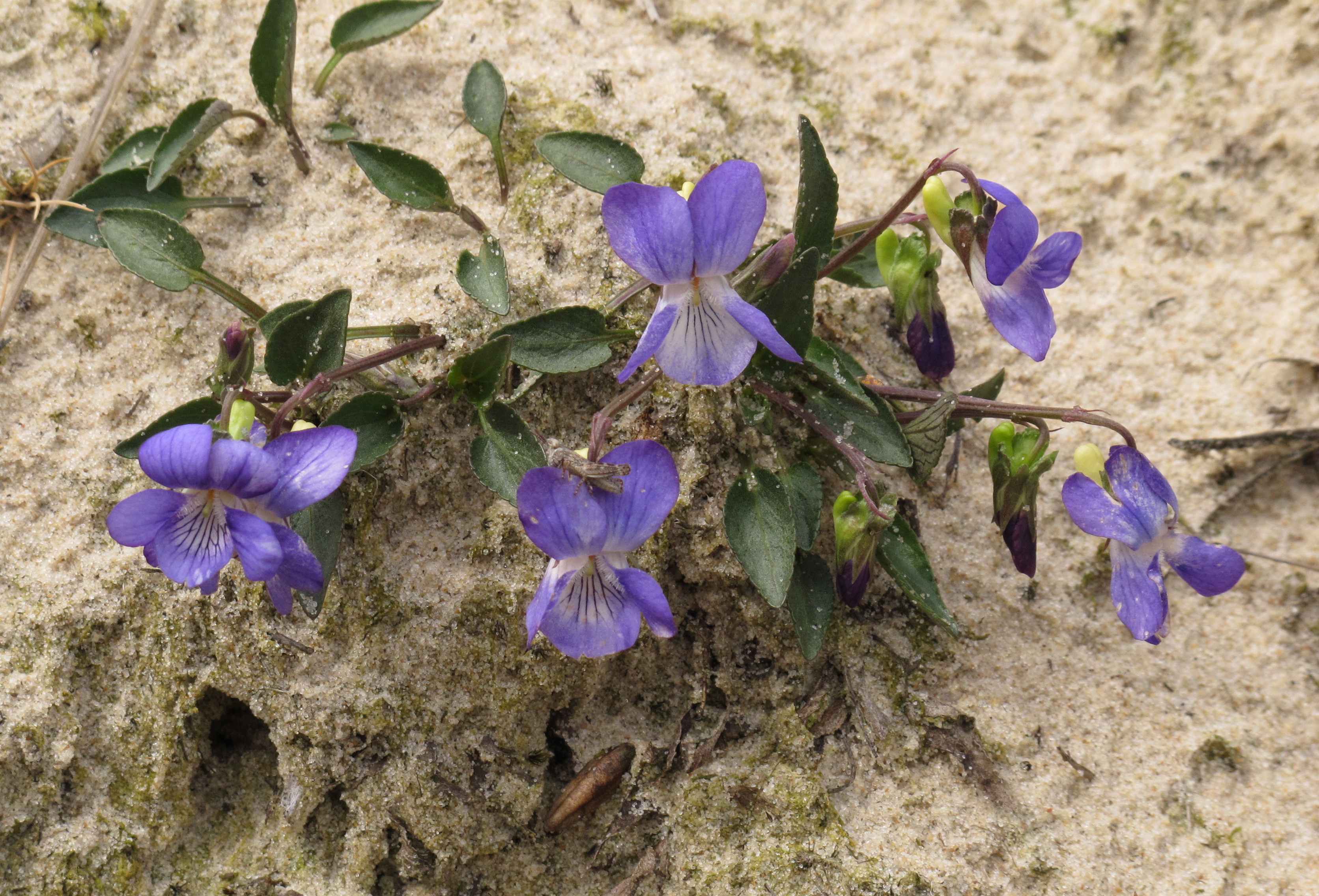
Växer i sand
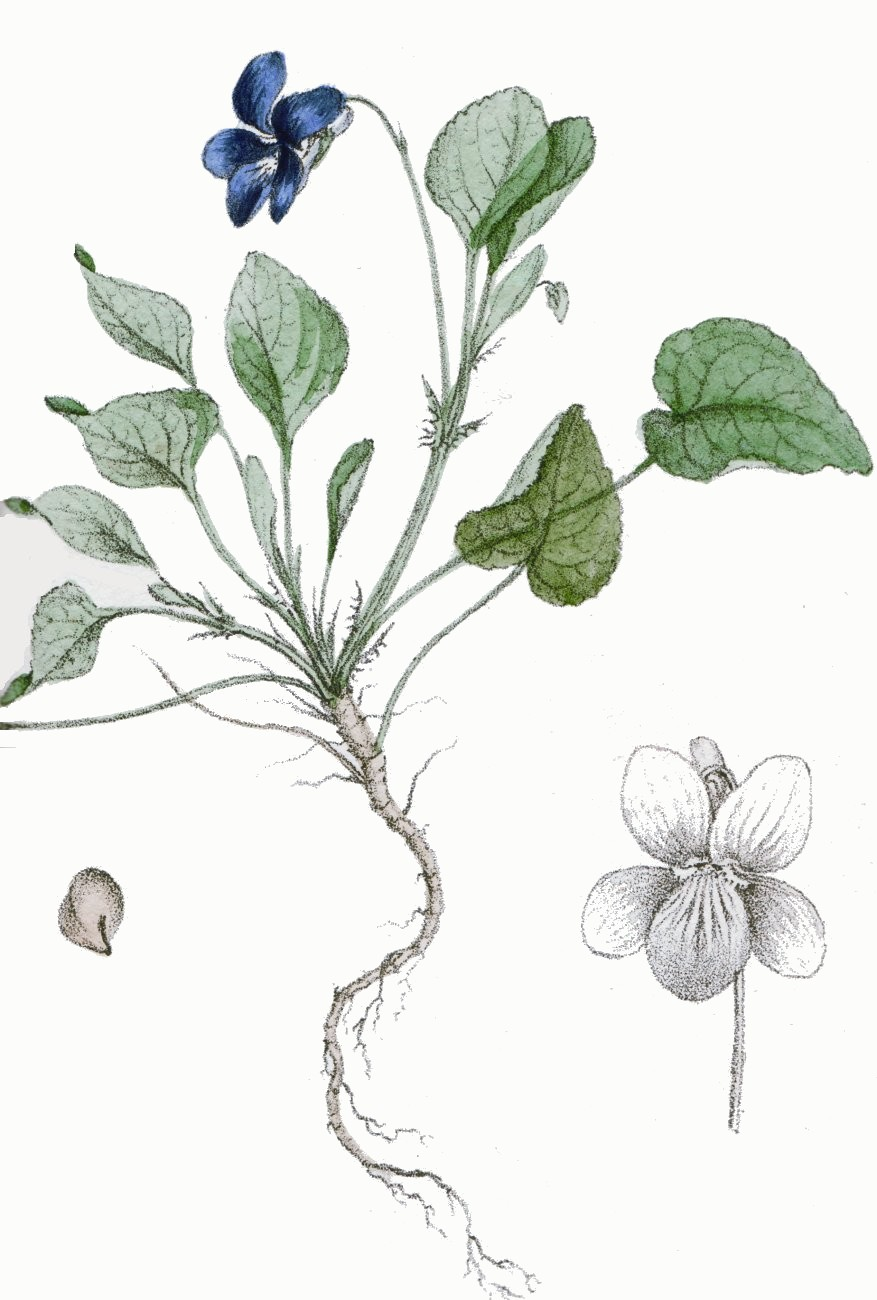
Lång pålrot med utlöpare. Till vänster ett frö. Lägg märke till det lilla förbladet strax under blomskaftets krökning.
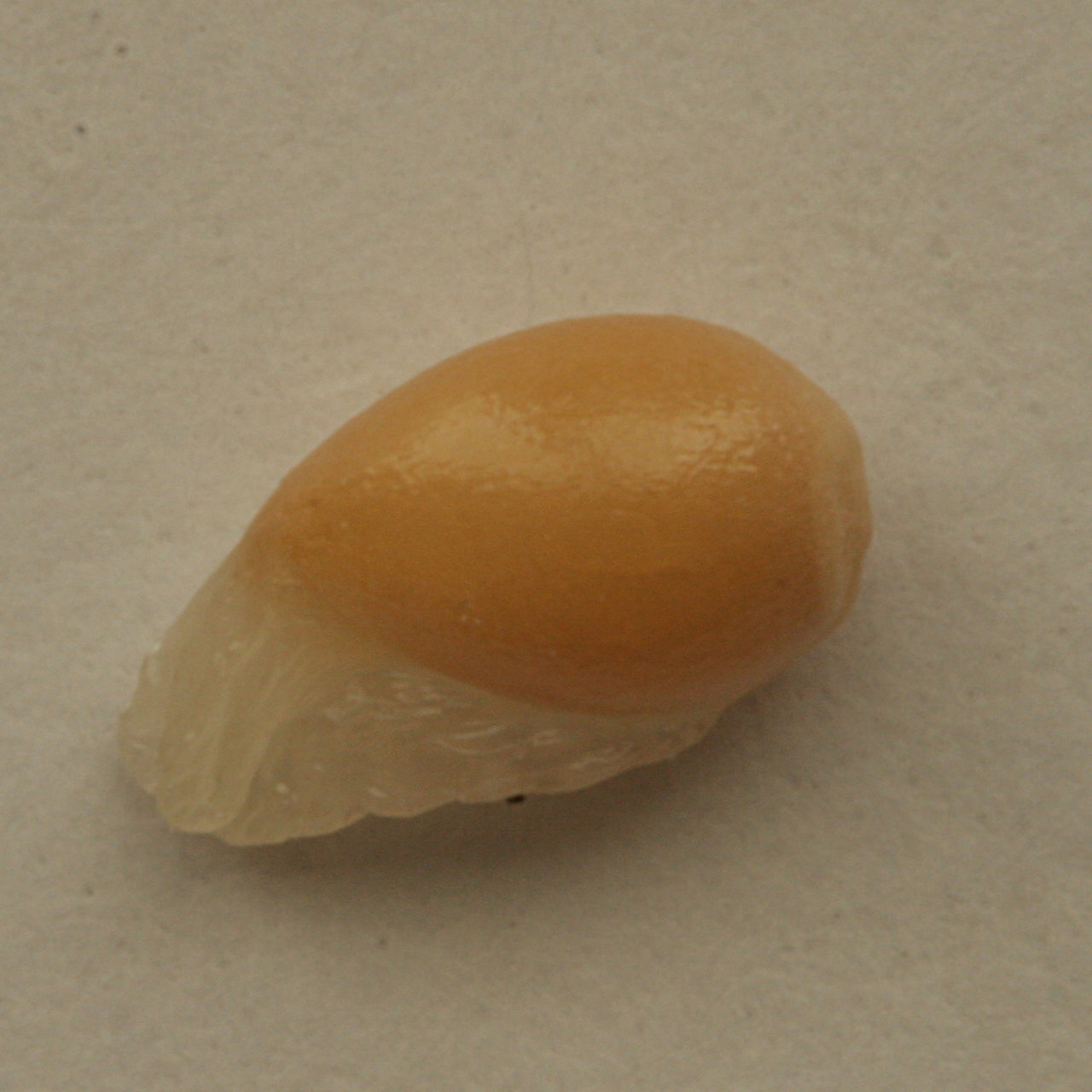
Luktviolfrö med elaiosom